# José Luis Villarreal
Jose Luis Villarreal, né le 17 mars 1966, est un footballeur international argentin. Il a joué 379 matchs et marqué 29 buts dans sa carrière.

## Biographie

### Débuts en seconde division
Villarreal commence sa carrière professionnelle en 1986 avec le Club Atlético Belgrano pensionnaire de seconde division. Il n'y reste qu'une saison et part pour le Boca Juniors.

### Arrivée à Boca Juniors
Il commence sous le maillot bleu et jaune lors de la saison 1987-1988 et termine 12e d'un championnat « européen » comme le disaient les Argentins. La saison 1988-1989 est beaucoup mieux car le Boca prend une seconde place à la fin du championnat. Le club disputera la Liguilla Pre-Libertadores (mini-coupe pour se qualifier à la copa Libertadores) et échouera en finale face à San Lorenzo (1-1 ; 0-4).
Après être passé tout près du titre et de la qualification continentale, le club a pour objectif de remporter le titre et de se qualifier à la Copa Libertadores. Le club finit 3e mais obtient son billet pour la Copa en battant l'Independiente (1-0 ; 1-0).
Le Boca Juniors retombe brusquement à la 8e place lors de la saison 1990-1991 au tournoi d'ouverture et termine premier à celui de clôture. Le Boca se rachète en livrant un beau parcours en Copa Libertadores 1991. Tout d'abord en sortant du groupe où été le Club Atlético River Plate, son ennemi juré. Le Boca bat à deux reprises le River : 4-3 à domicile et 2-0 à l'extérieur. Le club continue sa lancée en éliminant Corinthiens (3-1 ; 1-1) et le Flamengo (2-1 ; 0-3), un autre club brésilien. Le club verra son aventure prendre fin au stade des demi-finale en se faisant battre par le futur vainqueur de la Coupe, le club chilien du Colo-Colo (4-0 ; 0-2).
Le club perdra aussi la finale du championnat face au Newell's Old Boys après des tirs au but (1-0 ; 0-1 ; 3-1 (t.a.b.)).
Le Boca finit en 1991-1992 2e du championnat d'ouverture et 4e à celui de clôture et n'obtient rien cette saison. Villarreal remporte au passage la Coupe des Confédérations 1992 avec son pays. Villarreal quitte l'Argentine pour l'Espagne mais il n'y reste qu'une seule saison et revient en 1993 avec le CA River Plate. Il remporte le tournoi d'ouverture 1993-1994 et finissent 5e à celui de clôture.

### Passage en France
En 1994-1995, Villarreal remporte le tournoi d'ouverture mais le club finit à une 10e place à celui de clôture. Il quitte le River pour le Montpellier HSC. La saison 1995-1996 se termine par une 6e place, Villarreal marqua trois buts lors de cette saison en vingt matchs disputés.

### Détour par le Mexique et fin de carrière en Argentine
José arrive en 1997 au CF Pachuca où il terminera 15e du tournoi d'étémais le club est quand même relégué à la division inférieure. Mais revient en 1997-1998 en Argentine, plus précisément au Club Estudiantes de La Plata terminera avec le club dans le ventre mou avec une 10e place au championnat d'ouverture et une 12e à celui de clôture.
Il revient dans son club formateur du CA Belgrano en 1998-1999 et fera une saison très moyenne terminant avant-dernier du championnat d'ouverture et 9e à celui de clôture ainsi que lors de la saison 1999-2000 où le club finira 18e et 14e. Le Belgrano se maintient après avoir battu le Quilmes AC en playoff de relégation.
Villarreal quitte Cordoba pour le CA All Boys pour la saison 2000-2001. La saison 2001-2002 ne le voit jouer dans aucun club mais il revient dans son club formateur en 2002-2003 en seconde division et racrochera les crampons en 2004 après dix-huit ans de carrière.

## Carrière internationale
| #                           | Date                        | Compétition                                   | Lieu                                    | Adversaire                  | Score                       | But(s) |
| --------------------------- | --------------------------- | --------------------------------------------- | --------------------------------------- | --------------------------- | --------------------------- | ------ |
| 1                           | 19 février 1991             | Match amical                                  | Estadio Cordoviola (Rosario)            | Hongrie                     | 2-0                         | 0      |
| 2                           | 31 mai 1992                 | Kirin Cup 1992                                | Stade national de Yoyogi (Tōkyō)        | Japon                       | 0-1                         | 0      |
| 3                           | 3 juin 1992                 | Kirin Cup 1992                                | Stade de Nagaragawa (Gifu)              | Pays de Galles              | 1-0                         | 0      |
| 4                           | 23 septembre 1992           | Match amical                                  | Stade Centenario (Montevideo)           | Uruguay                     | 0-0                         | 0      |
| 5                           | 16 octobre 1992             | Coupe des confédérations 1992 (demi-finale)   | Stade international du Roi Fahd (Riyad) | Côte d'Ivoire               | 4-0                         | 0      |
| 6                           | 20 octobre 1992             | Coupe des confédérations 1992 (finale)        | Stade international du Roi Fahd (Riyad) | Arabie saoudite             | 3-1                         | 0      |
| 7                           | 26 novembre 1992            | Match amical                                  | La Bombonera (Buenos Aires)             | Pologne                     | 2-0                         | 0      |
| 8                           | 8 août 1993                 | Qualifications Coupe du monde 1994 (groupe A) | Estadio Defensores del Chaco (Asuncion) | Paraguay                    | 1-3                         | 0      |
| Total en équipe d'Argentine | Total en équipe d'Argentine | Total en équipe d'Argentine                   | Total en équipe d'Argentine             | Total en équipe d'Argentine | Total en équipe d'Argentine | 0      |

## Palmarès
- Coupe des confédérations 1992